# Powassan
Powassan est une ville du district de Parry Sound, en Ontario, au Canada.

## Histoire
Le nom de la ville signifie «tournure» en langue autochtone, car la ville fut établie près de la rivière South. La ville est située présentement sur le site de Bingham Chute, où se trouve un barrage hydroélectrique. Powassan fut établie pendant les années 1880s après la construction d'une scierie.
Un camp de construction pour le chemin de fer fut établie à Powassan en 1885.    

## Démographie
| 2001  | 2006  | 2011  | 2016  |
| ----- | ----- | ----- | ----- |
| 3 252 | 3 309 | 3 378 | 3 455 |

|  |  |